# Asamblea de Vecinos
Asamblea de Vecinos (AV) era la denominación bajo la cual se presentaron a las elecciones de 1979 en los municipios de Gran Canaria diversas candidaturas que agrupaban a distintas asociaciones de vecinos. Se definía en su programa electoral como una organización "no política". En esas elecciones conseguirán las alcaldías de Santa Lucía de Tirajana y Telde.
En agosto de 1979 un sector de Asamblea de Vecinos constituye la Federación Autogestionaria de Asociaciones de Vecinos, que presenta ya una orientación política de izquierda, teniendo como fin la realización del socialismo autogestionario. Pronto los distintos sectores y corrientes de Asamblea de Vecinos entrarán en conflictos y enfrentamientos, sobre todo en Las Palmas de Gran Canaria, entre un sector partidario de realizar un acercamiento al PSOE, y un sector mayoritario (Coordinadora de Vecinos) partidario de una estructura asamblearia. 
Finalmente unos sectores de AV acabarán por diluirse dentro del PSOE y otros formarán Asamblea Canaria, que realizará un acercamiento a Unión del Pueblo Canario.